# Tag Image File Format
TIFF (abbreviazione di Tag Image File Format o di Tagged Image File Format) è un formato di file di grafica raster sviluppato da Aldus Corporation. L'ultima versione del formato è la 6.0, pubblicata da Adobe nel giugno 1992.

## Descrizione
Le specifiche del formato TIFF permettono una notevole flessibilità. Questo è un vantaggio di per sé, ma rende difficile scrivere un interprete pienamente conforme alle specifiche. Ciò comporta che una stessa immagine possa essere visualizzata con colori differenti a seconda dell'interprete che si utilizza. Il TIFF è largamente utilizzato per lo scambio di immagini raster fra stampanti e scanner perché permette di specificare numerose indicazioni aggiuntive come le tabelle di gamut o informazioni sulla calibratura del colore. Il TIFF quindi è utilizzato per far comunicare più macchine all'interno dello stesso studio fotografico o di editing che hanno la stessa calibratura.
Permette di rappresentare immagini con diversi spazi di colore:
- Scale di grigio
- RGB
- CMYK
- CIELab

Sono possibili anche diversi formati di compressione:
- LZW e ZIP sono di tipo lossless, cioè senza perdita di informazione;
- JPEG di tipo lossy, cioè con perdita di informazione.

Le immagini possono essere memorizzate, oltre che come linee di scansione, anche in riquadri: questo permette di avere un rapido accesso a immagini di grosse dimensioni.

Un file TIFF può contenere immagini divise su più "pagine" (videate): ad esempio, si possono inserire in un unico file tutte le pagine che compongono un fax. Per questo motivo è usato da Apple come formato per le immagini che compongono le sue icone (icns).

## Altri formati file per la grafica raster
- Windows bitmap
- Lossless photo CPD
- DjVu
- Graphics Interchange Format
- Lossless graphic GPD
- JPEG
- PCX
- PICT
- Portable Network Graphics
- TGA (formato di file)